# Дымовка (река)
Дымовка (фин. Kuunjoki — Куунйоки, Курунйоки) — река в Финляндии и России. В России протекает по территории Выборгского и Приозерского районов Ленинградской области. Впадает в реку Вуокса. Длина реки — 62 км, из них 10 км по Финляндии и 52 км по России, площадь водосборного бассейна — 333 км².

## География
Река начинается в Финляндии около станции Лайкко, через 10 км пересекает государственную границу. Дымовка (Кунйоки) является стоком озёр крайнего северо-запада Ленинградской области, включая Михалёвское и Любимовское, в Вуоксу. В 42 км от устья, по левому берегу реки впадает река Луговая. На левом берегу находится посёлок Дымово. Ниже неё Дымовка протекает через озеро Горское, непосредственно ниже озера на правом берегу расположены посёлок Зайцево и остановочный пункт Инкиля железнодорожной линии Каменногорск — Хийтола. Ещё ниже на правом берегу находится посёлок Холмово, за ней Дымовка протекает через Любимовское озеро (на правом берегу — посёлок Маслово), озеро Синее, и впадает в Вуоксу около посёлка Мельниково. Общее направление течения — на юго-восток.
Также к бассейну Дымовки относятся озёра:
- Бурное
- Большое Лобовое
- Большое Памятное
- Дубовое

## Данные водного реестра
По данным государственного водного реестра России относится к Балтийскому бассейновому округу, водохозяйственный участок реки — Водные объекты бассейна оз. Ладожское без рр. Волхов, Свирь и Сясь, речной подбассейн реки — Нева и реки бассейна Ладожского озера (без подбассейна Свирь и Волхов, российская часть бассейнов). Относится к речному бассейну реки Нева (включая бассейны рек Онежского и Ладожского озера).